# Generacija
Generácija (včasih tudi ród) so ljudje, ki so se rodili in živijo v približno istem času in imajo podobne interese ali nazore. Opisujemo jo lahko tudi kot »povprečno obdobje, ki na splošno traja približno 20–30 let, v katerem se rodijo otroci, odrastejo, postanejo odrasli in začnejo imeti otroke«. V sorodstveni terminologiji je strukturni izraz, ki označuje odnos med starši in otroki. V bioloških znanostih je znan kot biogeneza, razmnoževanje ali prokreacija.

## Seznam družbenih generacij

### Zahodni svet
- izgubljena generacija (1883–1900)
- veličastna generacija (1901–1927)
- tiha generacija (1928–1945)
- baby boomers (1946–1964)
- generacija X (1965–1980)
- milenijci ali generacija Y (1981–1996)
- generacija Z (1997–2010)
- generacija alfa (2011–2025)